# Villa Symbole
La maison dite villa Symbole est l’une des quinze villas balnéaires répertoriées patrimoine exceptionnel de la commune de La Baule-Escoublac, dans le département français de la Loire-Atlantique. Construite en 1881, par Georges Lafont, il s’agit d’une villa de style dissymétrique néo-gothique médiéval située dans le lotissement Hennecart.

## Localisation
La villa est située aux 40, avenue de la Pierre-Percée et 40, avenue du Maréchal-Foch, en retrait des voies au milieu d’un jardin, dans le lotissement Hennecart de La Baule-Escoublac et face à l'ancienne gare de chemin de fer. 
Ce lotissement porte le nom du comte Jules Hennecart, inspecteur de la construction du chemin de fer. Propriétaire de 46 ha de dunes, avec son associé Édouard Darlu, il confie en 1871 la conception du plan d’ensemble à l’architecte Georges Lafont, du front de mer jusqu’à l’ancienne gare, alors située à l’emplacement de l’actuel jardin de la Victoire. Le lotissement s’étend de part et d’autre de l’actuelle avenue du Général-De-Gaulle, perpendiculaire à la plage, avec à l’est, le quartier des arbres et à l’ouest, celui des oiseaux.

## Patrimoine de La Baule-Escoublac
La zone de protection du patrimoine architectural, urbain et paysager (ZPPAUP) de La Baule-Escoublac rassemble 6 871 bâtiments, parmi lesquels 15 villas sont distinguées en patrimoine exceptionnel ; 699 autres sont recensées en patrimoine remarquable à conserver et 1 741 en patrimoine d’accompagnement essentiel.

## Historique
La maison a été construite sur les plans dessinés par Georges Lafont en 1881, pour lui-même,,.
La villa fait l'objet d'une publication dans le recueil Villas et cottages des bords de l'océan en 1911.

## Architecture
La villa est de type dissymétrique néo-gothique médiéval et se déploie en « L » sur deux niveaux. Une tour d’escalier, coiffée d'une toiture d'ardoise à forte pente recouvrant un hourd de planches verticales, s'insère dans l'angle de la construction ; l’impression d’un chemin de ronde, protégé par le hourd, est renforcée par la présence de lucarnes à pignon couvert qui occultent de cinq fenêtrons par façade, minuscules ouvertures verticales.
En façade est, la toiture déborde largement, soutenue par une ferme verticale sculptée ; la façade nord, avec ses appareils de moellons de granite, est coiffée de quatre épis de faîtage en céramique surmontés de griffons. Une véranda vitrée a été ajoutée en façade ouest postérieurement à la construction initiale.